# Wizards & Warriors (videogioco 1987)
Wizards & Warriors è un videogioco a piattaforme sviluppato da Rare e pubblicato nel 1987 da Acclaim per Nintendo Entertainment System.

## Sviluppo
La colonna sonora del gioco è composta da David Wise.

## Accoglienza
IGN ha inserito Wizards & Warriors al 56º posto nella classifica dei 100 migliori giochi per NES.